# Pandanus gabonensis
Pandanus gabonensis är en enhjärtbladig växtart som beskrevs av Huynh. Pandanus gabonensis ingår i släktet Pandanus och familjen Pandanaceae. IUCN kategoriserar arten globalt som sårbar. Inga underarter finns listade.